# Macledium grandidieri
Macledium grandidieri là một loài thực vật có hoa trong họ Cúc. Loài này được (Drake) S.Ortiz mô tả khoa học đầu tiên năm 2001.